# Vrigstad
Vrigstad è un'area urbana della Svezia situata nel comune di Sävsjö, contea di Jönköping.
La popolazione risultante dal censimento 2010 era di 1 421 abitanti.